# Nhà thờ chính tòa Kielce
Vương Cung Thánh Đường Đức Mẹ Hồn Xác Lên Trời  (tiếng Ba Lan: Bazylika katedralna Wniebowzięcia Najświętszej Maryi Panny w Kielcach, tiếng Anh: Cathedral Basilica of the Assumption of the Blessed Virgin Mary)) còn gọi theo cách đơn giản là Nhà thờ Kielce là một nhà thờ Công giáo La Mã có vị thế của nhà thờ chính tòa và vương cung thánh đường nằm ở thành phố Kielce ở Ba Lan. Nhà thờ nằm trong "Đồi lâu đài" ở trung tâm thành phố, bên cạnh Cung điện của các Giám mục Kraków, cũng là một địa danh nổi tiếng.

## Lịch sử

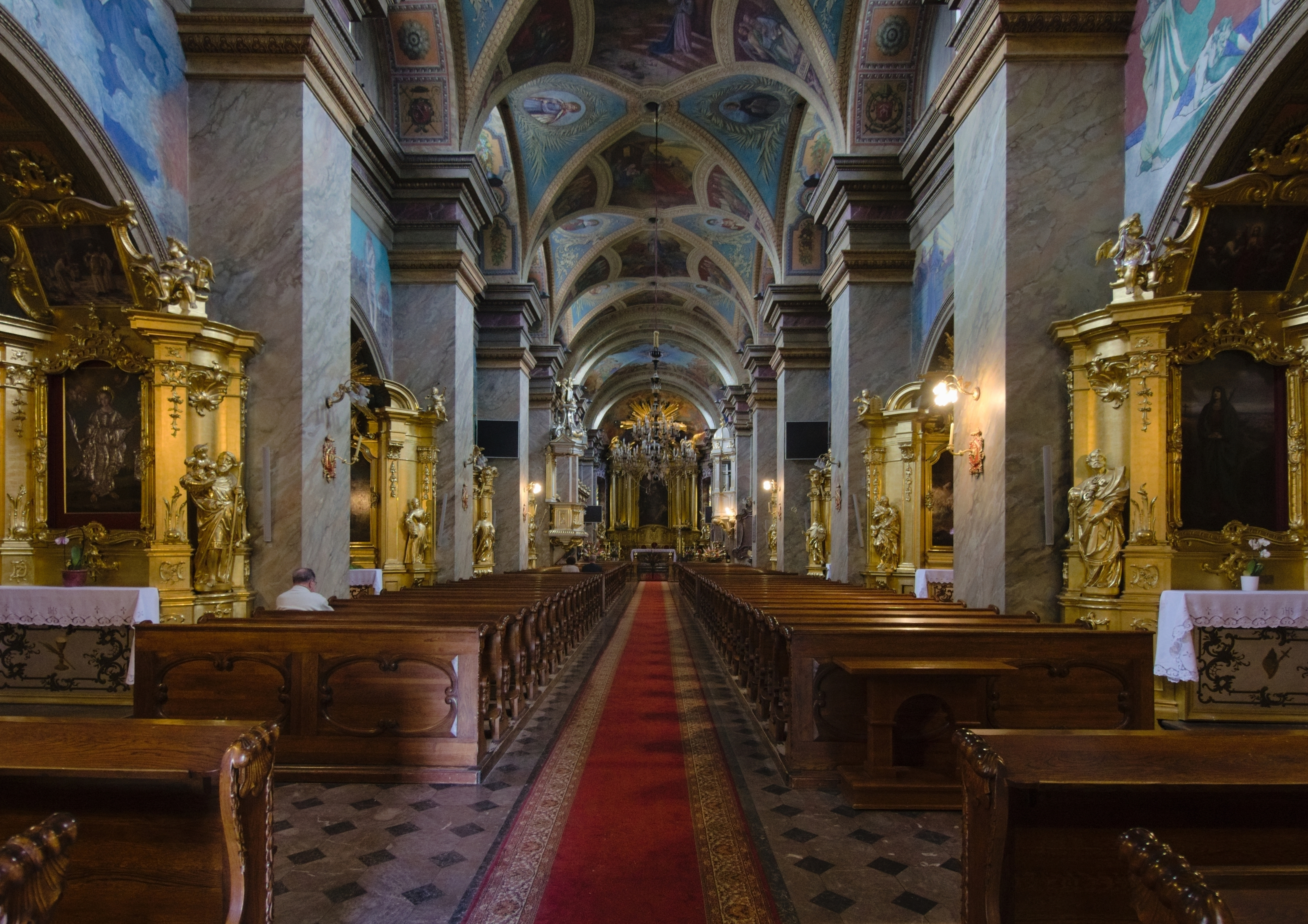
Nội thất bên trong

Theo biên niên sử Jan Długosz, Nhà thờ Đức Mẹ Maria ở Quảng trường chính ở Kraków thành lập năm 1221–22 do Giám mục của Kraków, Iwo Odrowąż. Tòa nhà đã bị phá hủy trong cuộc xâm lược Mông Cổ ở Ba Lan.
Giữa năm 1290-1313, nhà thờ mới được xây dựng trên nền móng còn lại của nhà thờ cũ. Nó đã được thánh hiến hai mươi năm sau, vào năm 1320.
Nhà thờ đã được xây dựng lại hoàn toàn dưới triều đại Casimir III Đại đế từ năm 1355 đến năm 1365 với sự đóng góp đáng kể từ chủ nhà hàng giàu có Mikołaj Wierzynek.Cấu trúc chính của nhà thờ hoàn thành vào năm 1395-97 với hầm mới được bậc thầy xây dựng Nicholas Wernher từ Prague đảm nhận. Tuy nhiên, hầm chứa đã sụp đổ vào năm 1442 có thể là do một trận động đất, điều này chưa từng xảy ra trước đây ở Kraków.
Trong nửa đầu của thế kỷ 15, các nhà nguyện phụ đã được thêm vào. Hầu hết trong số đó là tác phẩm của  Franciszek Wiechoń. Đồng thời, tháp phía bắc được nâng lên và thiết kế để trở thành tháp canh cho toàn thành phố.
Năm 1478, thợ mộc Maciej Heringh (hoặc Heringk) hiến tặng phần mũ cho tòa tháp.
Cuối thế kỷ 15, Nhà thờ đã được tô điểm thêm bằng một kiệt tác điêu khắc của Ołtarz Mariacki Wita Stwosza là một Bàn thờ Veit Stoss theo thiết kế gothic muộn.
Khoảng năm 1536-37, Vua Sigismund I tuyên bố các bài giảng trong nhà thờ nên đổi từ tiếng Đức sang tiếng Ba Lan. Cộng đồng Kraków lớn của Đức đã chuyển nơi thờ phụng của họ đến nhà thờ Saint Barbara nhỏ hơn.
Năm 1719, Giám mục Kazimierz Lubienski bắt đầu xây dựng lại tòa nhà theo phong cách Baroque thời kỳ đầu. Bên trong mang nhiều màu sắc trong các bức bích họa của các họa sĩ Kraków thế kỷ XIX. Bàn thánh lễ là tác phẩm của Fontana, cũng theo phong cách baroque và rococo.

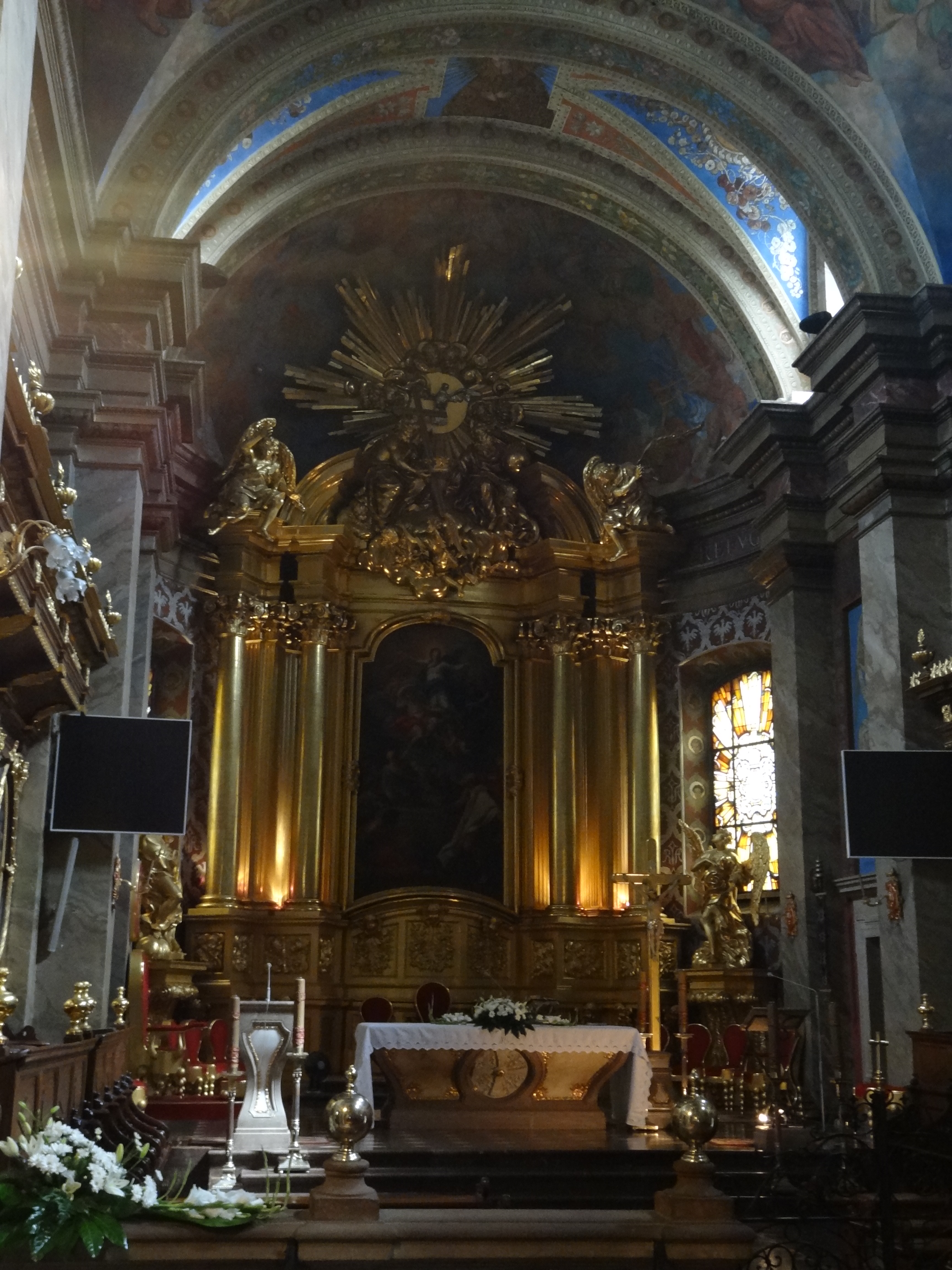
Cảnh bên trong

Vào đầu thế kỷ 19, thành phố đã quyết định rằng một nghĩa trang gần Vương cung thánh đường sẽ bị đóng cửa và thay thế bằng một quảng trường công cộng gọi là Mari Mariacki (Quảng trường Marian).
Vào những năm 1887-1891, dưới sự chỉ đạo của Tadeusz Stryjeński, thiết kế tân cổ điển đã được đưa vào Vương cung thánh đường với thiết kế mới và Jan Matejko phụ trách vẽ tranh tường, ông từng làm việc với Stanislaw Wyspianski và Józef Mehoffer là những người thiết kế các tấm kính màu trong nhà thờ.
Kể từ đầu thập niên 1990, Thánh đường đã trải qua một cuộc cải tạo quy mô lớn. Năm 2003, trong giai đoạn cuối cùng của công trình, mái nhà thờ đã được thay thế.
Ngày 18 tháng 4 năm 2010, lễ tang của Tổng thống Ba Lan Lech Kaczyński và vợ Maria được tổ chức trong nhà thờ. Vợ chồng tổng thống được an táng trong một quách đặt ở phòng ngoài hầm mộ của Józef Piłsudski dưới lòng nhà thờ chính tòa Wawel, nơi an nghỉ nhiều vị vua và anh hùng quốc gia Ba Lan.

## Hình ảnh

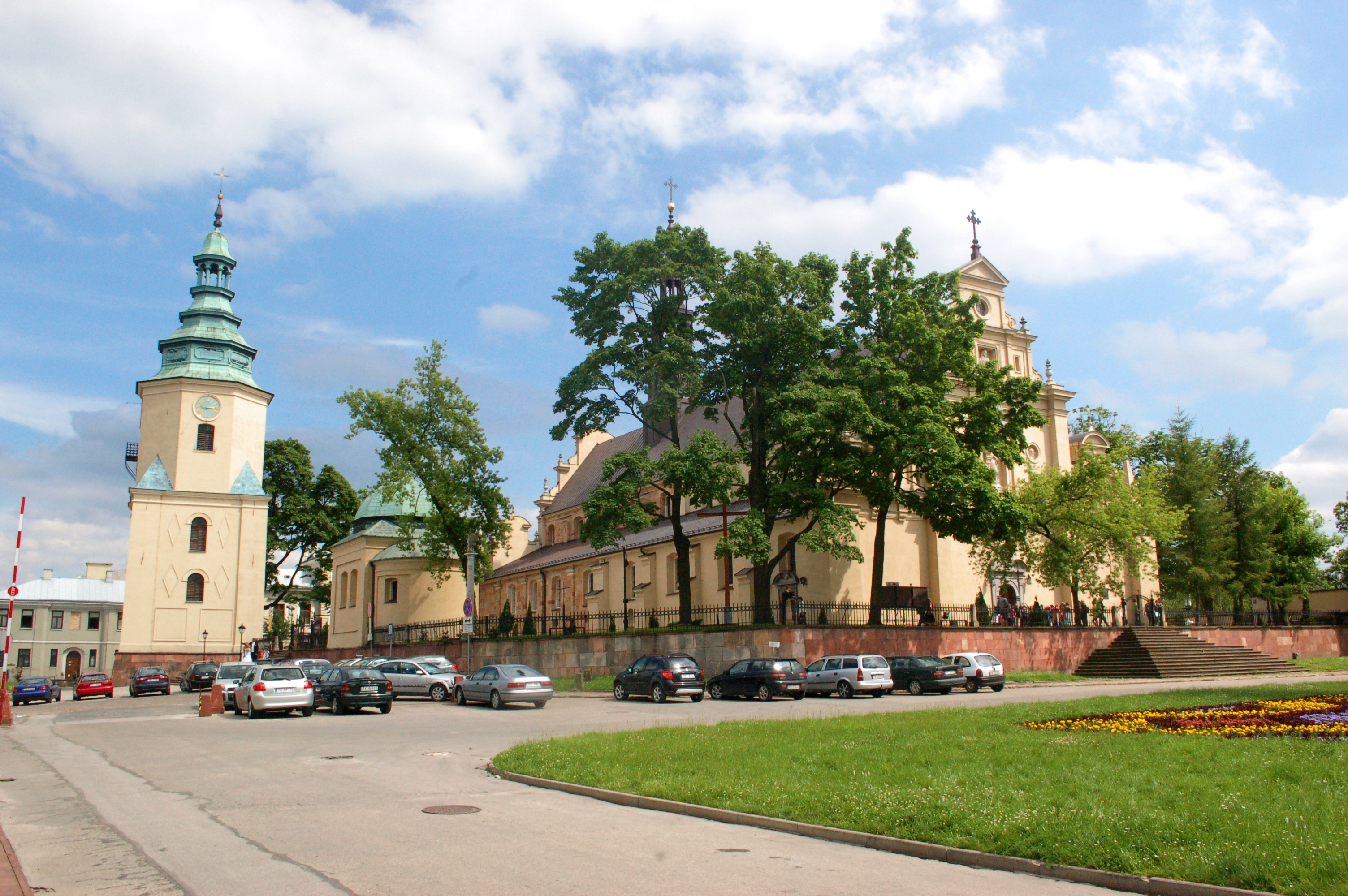
Nhà thờ nhìn từ hướng Tây Bắc (2010)
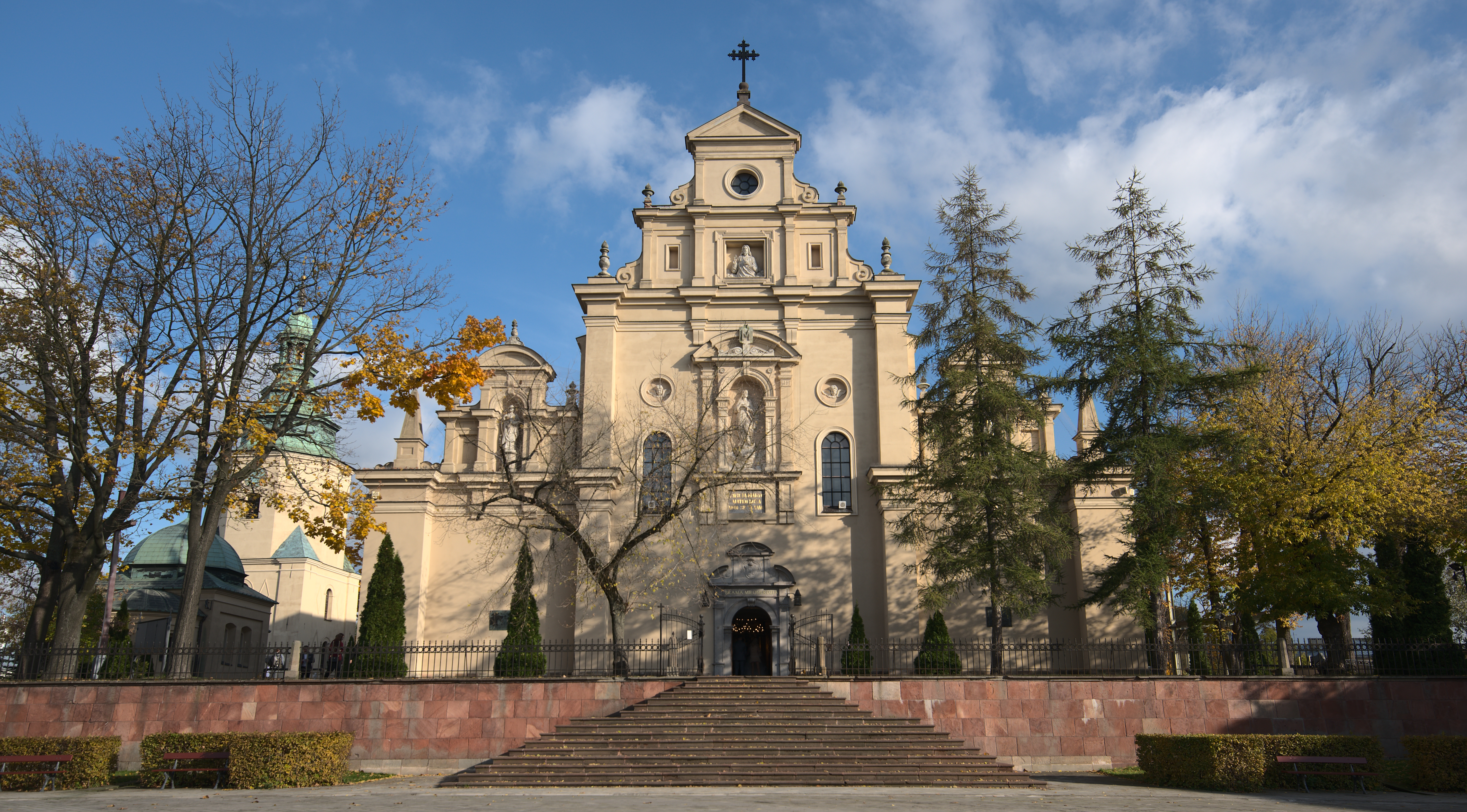
Mặt ngoài (2020)
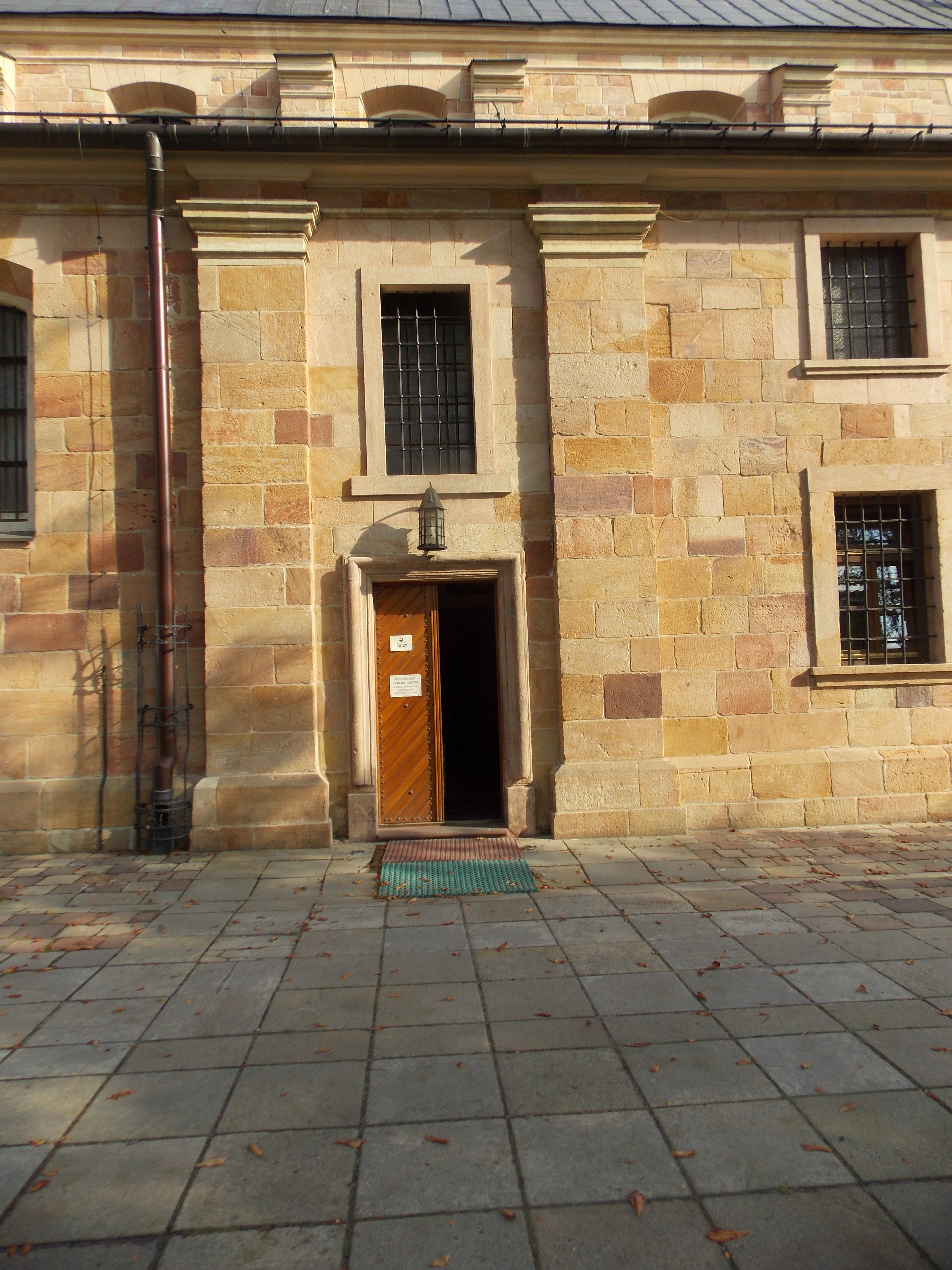
Cửa vào cạnh bên (2013)
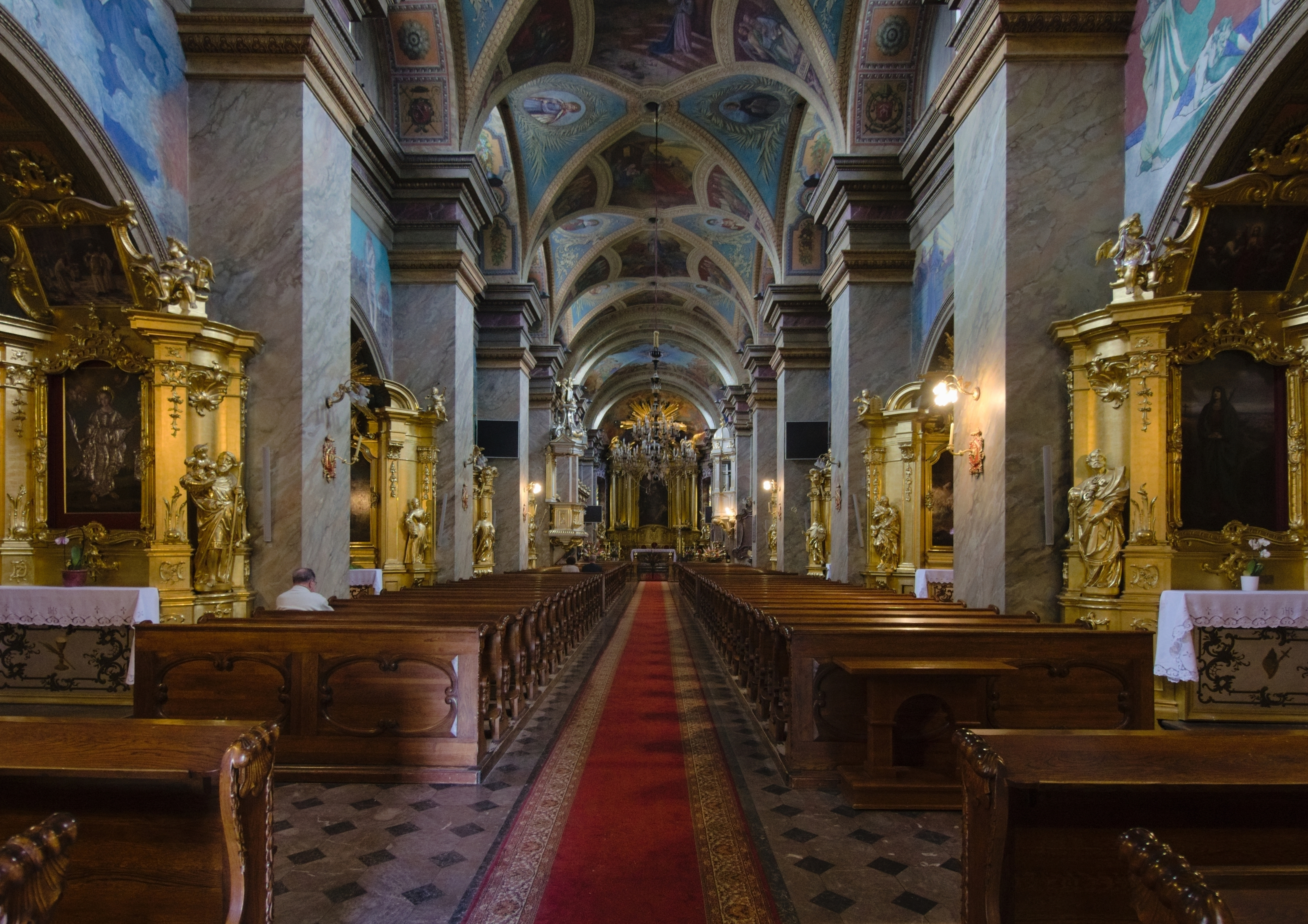
Bên trong nhà thờ (2022)
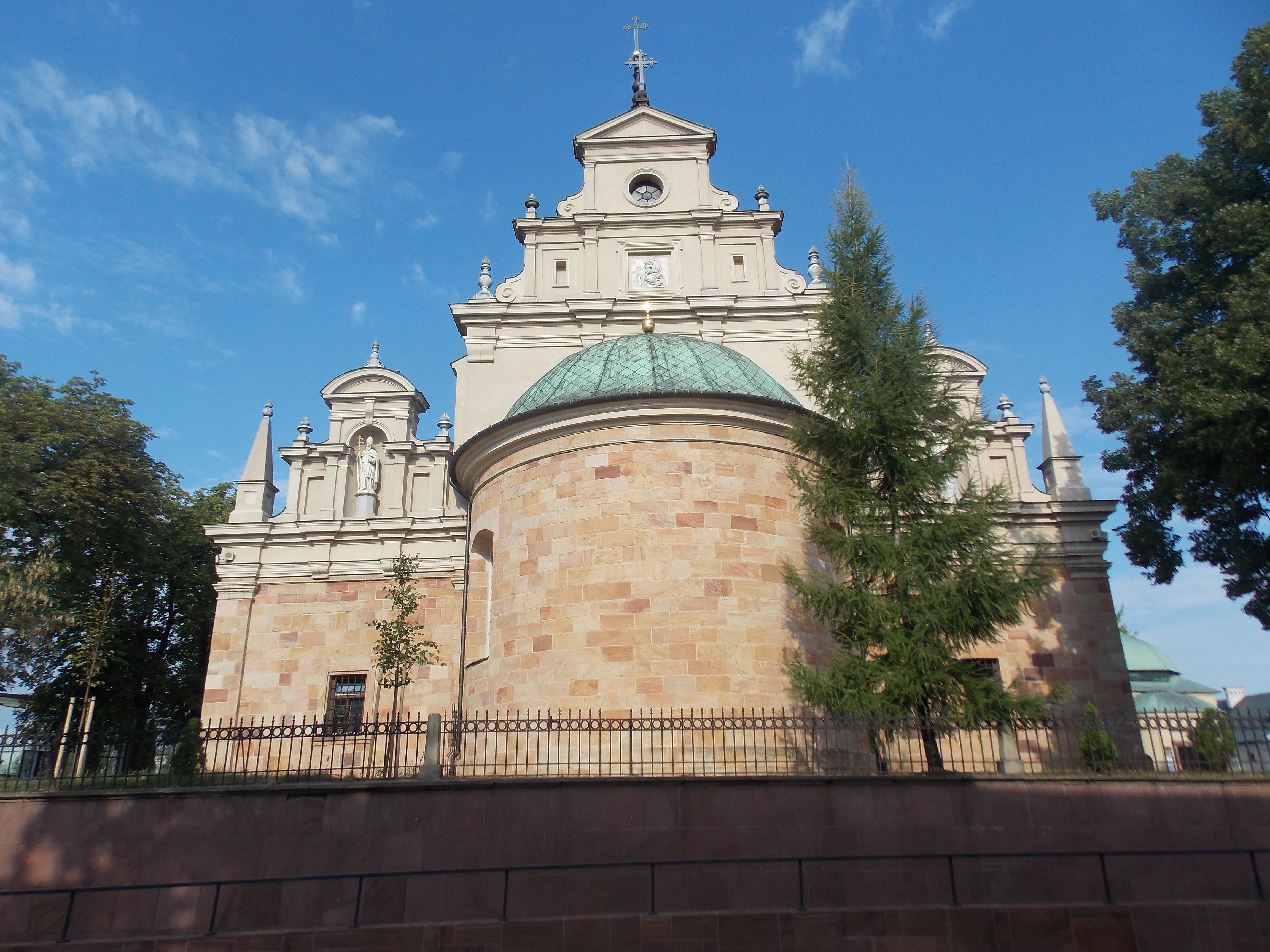
Nơi cầu nguyện (2013)
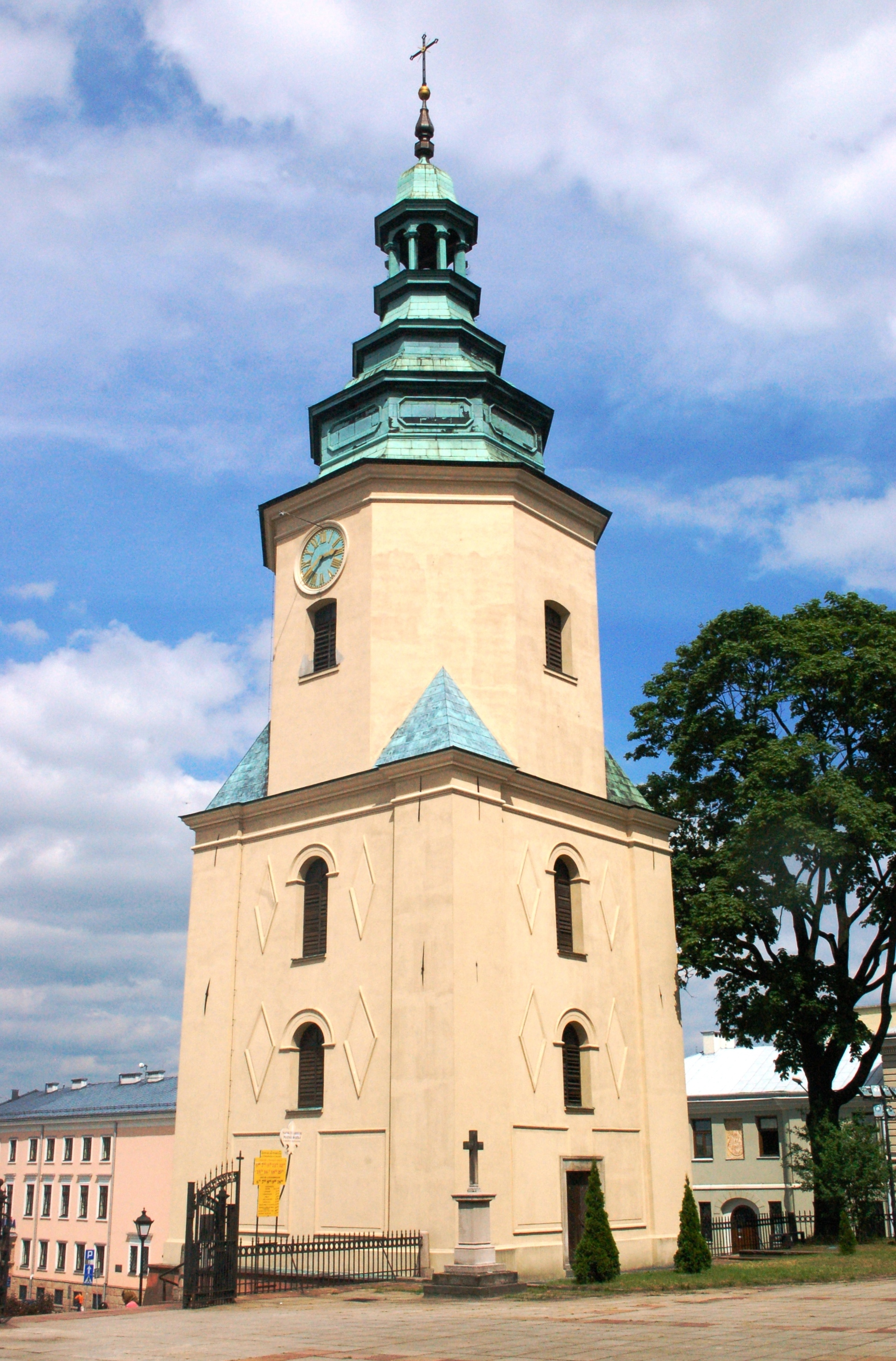
Tháp chuông (2010)
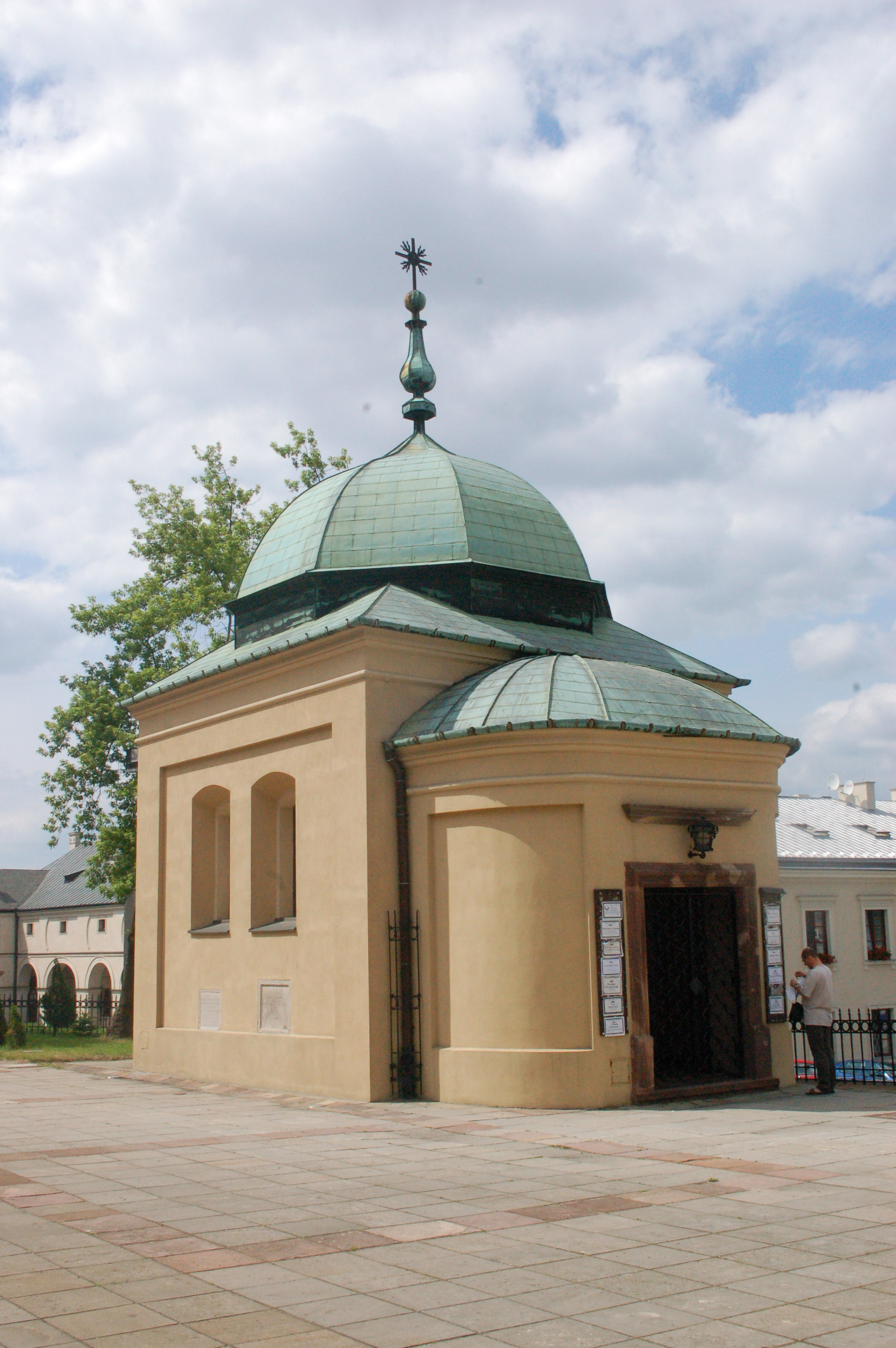
Nhà nguyện Gethsemane (2010)